# Nicòstrat de Trebisonda
Nicòstrat de Trebisonda (Nicostratos, Nikóstratos Νικόστρατος) fou un escriptor grec nadiu de Trebisonda, que vivia en temps de l'emperador Aurelià. Va escriure un relat sobre el fets de l'emperador Filip l'Àrab, el successor de Gordià III i també sobre els fets de Deci, Gal, Valerià I i el seu fill Gal·liè fins al temps de l'expedició del pare contra el rei persa Sapor I (259).